# Paracheirodon
A Paracheirodon a sugarasúszójú halak (Actinopterygii) osztályának pontylazacalakúak (Characiformes) rendjébe, ezen belül a pontylazacfélék (Characidae) családjába tartozó nem.

## Tudnivalók
A Paracheirodon-fajok Dél-Amerika édesvizeinek lakói. Az összes faj közkedvelt akváriumi hal. Méretük fajtól függően 2-2,5 centiméter között változik.

## Rendszerezés
A nembe az alábbi 3 faj tartozik:
- vörös neonhal (Paracheirodon axelrodi) (Schultz, 1956)
- neonhal (Paracheirodon innesi) (Myers, 1936) - típusfaj
- Paracheirodon simulans (Géry, 1963)

## Képek

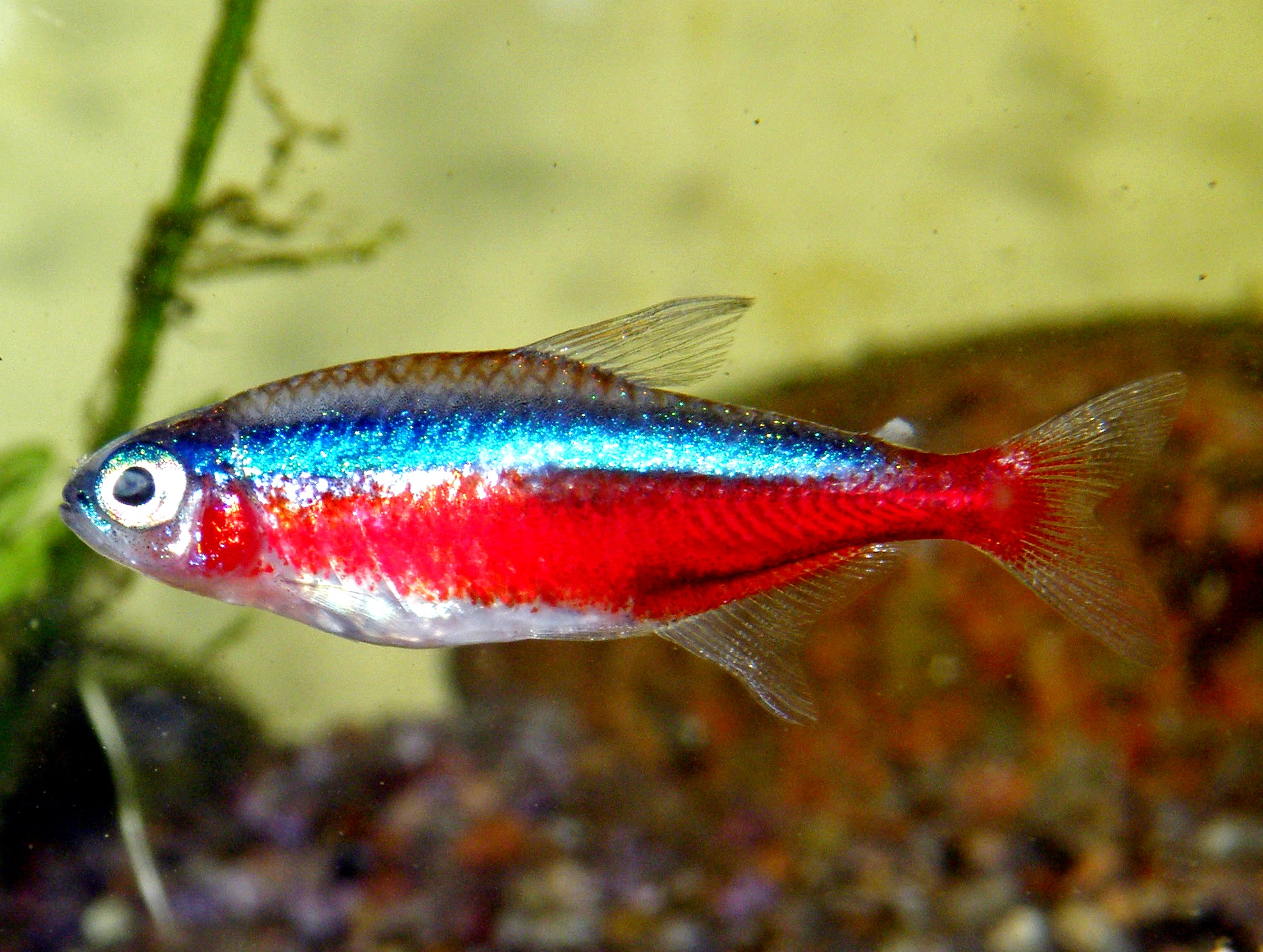
Paracheirodon axelrodi
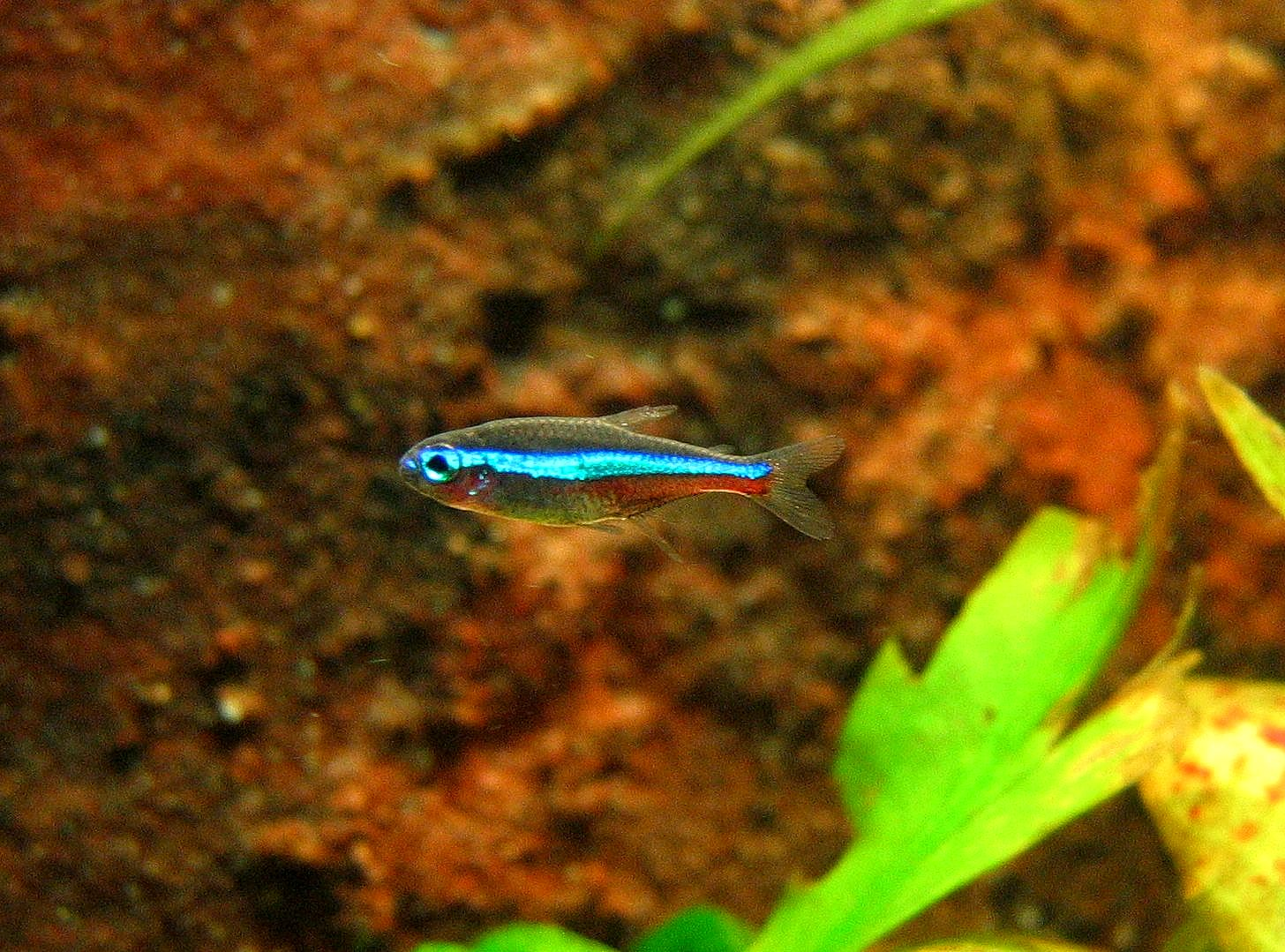
Paracheirodon simulans